# Ceratosolen occultiventris
Ceratosolen occultiventris is een vliesvleugelig insect uit de familie vijgenwespen (Agaonidae). De wetenschappelijke naam is voor het eerst geldig gepubliceerd in 1885 door Mayr.